# Communauté de communes de la Vallée de l'Échelle
La  Communauté de communes de la Vallée de l'Échelle est une communauté de communes française, située dans le département de la Charente et le pays Horte et Tardoire.

## Historique
- La communauté de communes fusionne le 1er janvier 2017 avec les communautés de communes Braconne et Charente, de Charente-Boëme-Charraud et de la communauté d'agglomération du Grand Angoulême pour former la nouvelle communauté d'agglomération du Grand Angoulême[1].

## Administration
- Régime fiscal (au 01/01/2005) : fiscalité additionnelle.

### Liste des présidents
| Période | Période       | Identité        | Étiquette | Qualité        |
| ------- | ------------- | --------------- | --------- | -------------- |
| ?       | décembre 2016 | Michel Andrieux |           | Maire de Bouëx |

### Siège
Mairie de Bouëx, 16410 Bouëx.

## Composition
Elle regroupait sept communes le 1er janvier 2016 :
| Nom           | Code Insee | Gentilé   | Superficie (km2) | Population (dernière pop. légale) | Densité (hab./km2) |
| ------------- | ---------- | --------- | ---------------- | --------------------------------- | ------------------ |
| Bouëx (siège) | 16055      | Bouëxois  | 15,64            | 923 (2014)                        | 59                 |
| Dignac        | 16119      | Dignacois | 27,66            | 1 329 (2014)                      | 48                 |
| Dirac         | 16120      | Diracois  | 29,29            | 1 511 (2014)                      | 52                 |
| Garat         | 16146      | Garatois  | 19,44            | 1 971 (2014)                      | 101                |
| Sers          | 16368      | Sersois   | 14,17            | 839 (2014)                        | 59                 |
| Torsac        | 16382      | Torsacois | 28,55            | 779 (2014)                        | 27                 |
| Vouzan        | 16422      | Vouzanais | 16,27            | 756 (2014)                        | 46                 |

## Compétences
Nombre total de compétences exercées en 2016 : 24.